# Зелчич, Роберт
Роберт Зелчич (хорв. Robert Zelčić; род. 21 сентября 1965, Загреб) — хорватский шахматист, гроссмейстер (1997), тренер.
Трёхкратный чемпион Хорватии (1996, 1998 и 2003).
В составе сборной Хорватии участник 6-и Олимпиад (1998, 2002—2008, 2014) и 6-и командных чемпионатов Европы (1997—2007).

## Изменения рейтинга
| Графики недоступны из-за технических проблем. См. информацию на Фабрикаторе и на mediawiki.org. |